# 둥사 공항
둥사 공항(중국어: 東沙機場, 영어: Pratas Island Airport, IATA: DSX, ICAO: RCLM)은 프라타스섬에 위치한 공항으로 유니 항공에서 매주 화요일에 가오슝을 오가는 국내선을 운항하고 있다. 또한 중화민국 공군이 이 공항을 기지로 사용한다.

## 운항 노선

### 국내선
| 항공사        | 목적지              |
| ------------- | ------------------- |
| 유니 항공     | 공군 전세편: 가오슝 |
| 중화민국 공군 | 공군 전세편: 가오슝 |